# ジェームズ・ライアン (第7代ストラスモア＝キングホーン伯爵)
第7代ストラスモア＝キングホーン伯爵ジェームズ・ライアン（英語: James Lyon, 7th Earl of Strathmore and Kinghorne、1702年12月24日（洗礼日） – 1735年1月4日）は、スコットランド貴族、フリーメイソン。

## 生涯
第4代ストラスモア＝キングホーン伯爵ジョン・ライアンとエリザベス・スタンホープ（第2代チェスターフィールド伯爵フィリップ・スタンホープの娘）の六男として生まれ、1702年12月24日に洗礼を受けた。
1728年5月11日に兄チャールズが死去すると、ストラスモア＝キングホーン伯爵の爵位を継承した。
1731年3月6日、チャールズ・オリファント（Charles Oliphant）の娘メアリー（1701年8月6日 – 1731年9月7日 エディンバラ）と結婚したが、メアリーは半年後に死去した。
1733年、イングランド・首位グランドロッジグランドマスターを務めた。
1735年1月4日に死去、子供がいなかったため弟トマスが爵位を継承した。